# Бадмаев, Бато Жаргал
Бато Жаргал Бадма́ев (5 декабря 1897, Тарбагатай, Забайкальская область, Российская империя — 1971) — советский политический деятель, депутат Верховного Совета СССР 1-го созыва (1938—1946).

## Биография

### Политическая деятельность
Был избран депутатом Верховного Совета СССР 1-го созыва от Агинского Бурят-Монгольского национального округа в Совет Национальностей в результате выборов 12 декабря 1937 года.